# Holder Ramaholimasy
Dans le nom malgache Holder Ramaholimasy, le nom de famille précède le prénom, mais cet article utilise l’ordre habituel en français Ramaholimasy Holder, où le prénom précède le nom.
 (novembre 2022).
La mise en forme du texte ne suit pas les recommandations de Wikipédia : il faut le « wikifier ».
Les points d'amélioration suivants sont les cas les plus fréquents :
- Les titres sont pré-formatés par le logiciel. Ils ne sont ni en capitales, ni en gras.
- Le texte ne doit pas être écrit en capitales (les noms de famille non plus), ni en gras, ni en italique, ni en « petit »…
- Le gras n'est utilisé que pour surligner le titre de l'article dans l'introduction, une seule fois.
- L'italique est rarement utilisé : mots en langue étrangère, titres d'œuvres, noms de bateaux, etc.
- Les citations ne sont pas en italique mais en corps de texte normal. Elles sont entourées par des guillemets français : « et ».
- Les listes à puces sont à éviter, des paragraphes rédigés étant largement préférés. Les tableaux sont à réserver à la présentation de données structurées (résultats, etc.).
- Les appels de note de bas de page (petits chiffres en exposant, introduits par l'outil «  Source ») sont à placer entre la fin de phrase et le point final[comme ça].
- Les liens internes (vers d'autres articles de Wikipédia) sont à choisir avec parcimonie. Créez des liens vers des articles approfondissant le sujet. Les termes génériques sans rapport avec le sujet sont à éviter, ainsi que les répétitions de liens vers un même terme.
- Les liens externes sont à placer uniquement dans une section « Liens externes », à la fin de l'article. Ces liens sont à choisir avec parcimonie suivant les règles définies. Si un lien sert de source à l'article, son insertion dans le texte est à faire par les notes de bas de page.
- La présentation des références doit suivre les conventions bibliographiques. Il est recommandé d'utiliser les modèles {{Ouvrage}}, {{Chapitre}}, {{Article}}, {{Lien web}} et/ou {{Bibliographie}}. Le mode d'édition visuel peut mettre en forme automatiquement les références.
- Insérer une infobox (cadre d'informations à droite) n'est pas obligatoire pour parachever la mise en page.

Pour une aide détaillée, merci de consulter Aide:Wikification.
Si vous pensez que ces points ont été résolus, vous pouvez retirer ce bandeau et améliorer la mise en forme d'un autre article.
Holder Ramaholimasy, diplomate de carrière, administrateur civil en chef, est un homme politique Malgache. 
Après avoir été Conseiller Spécial du Premier Ministre, Directeur Adjoint du Cabinet Civil du Président de la République de Madagascar en 1998, il a rejoint le Ministère des Affaires Etrangères, où il a occupé plusieurs fonctions. 
Durant la période de Transition de 2009 à 2014, Holder Ramaholimasy était membre de la Haute Autorité de la Transition, puis membre du Conseil Supérieur de la Transition. Il a également occupé le poste de Directeur Général de la Présidence de la République chargé des Affaires Politiques. 
Après avoir été Ministre de la Fonction Publique, de la Réforme de l’Administration, du Travail, de l’Emploi et des Lois Sociales, de 2018 à 2019, période marquée par l’adoption de la loi portant sur la ratification des conventions, 7 instruments de l’OIT, objet de négociation pendant plus de 10 années, il a été à la tête du Ministère de l’Intérieur et de la Décentralisation de 2021 en 2022. Ministre de l’Aménagement du Territoire et des Services Fonciers, depuis Mars 2022, lequel étant en partenariat avec la Banque Mondiale, notamment sur 2 projets, PRODUIR et CASEF. Un partenariat qui était au bord de la rupture, mais a pu finalement se poursuivre, à la suite des échanges entre le ministre et la Banque Mondiale.